# Tyazsinszkiji járás
A Tyazsinszkiji járás (oroszul Тяжи́нский муниципальный райо́н) Oroszország egyik járása a Kemerovói területen. Székhelye Tyazsinszkij.

## Népesség
- 1989-ben 32 574 lakosa volt.
- 2002-ben 32 782 lakosa volt.
- 2010-ben 25 597 lakosa volt, melynek 96,5%-a orosz, 0,8%-a német, 0,6%-a tatár, 0,5%-a ukrán, 0,3%-a fehérorosz, 0,3%-a örmény stb.